# Ганс-Йоахім Плоц
Ганс-Йоахім Плоц (нім. Hans-Joachim Plötz; нар. 26 лютого 1944) — колишній німецький тенісист.
Найвищу одиночну позицію світового рейтингу — 65 місце досяг 8 квітня 1975 року.
Найвищим досягненням на турнірах Великого шолома було 4 коло в одиночному та парному розрядах.

## Фінали Гран-прі за кар'єру

### Одиночний розряд: 1 (0–1)
| Resul   | W/L | Дата     | Турнір                     | Покриття | Суперник   | Рахунок       |
| ------- | --- | -------- | -------------------------- | -------- | ---------- | ------------- |
| Поразка | 0–1 | Тра 1974 | Гамбург, Західна Німеччина | Ґрунт    | Едді Діббс | 2–6, 2–6, 3–6 |